# Morti nel 1980/Giugno
| Questa pagina contiene informazioni ricavate automaticamente dalle voci biografiche con l'ausilio del template Bio e di un bot. L'aggiornamento è periodico e automatico e ricostruisce completamente la pagina. Se manca una persona in questa lista, sei pregato di non aggiungerla, ma accertati piuttosto che la sua voce biografica contenga il template Bio e che i dati anagrafici siano correttamente compilati. Se il template Bio manca, inseriscilo tu stesso o, in alternativa, metti l'avviso {{tmp\|Bio}} che ne segnala la mancanza. Se i dati riportati sono sbagliati, correggi direttamente la voce biografica; le modifiche saranno visibili in questa lista entro pochi giorni. Per chiarimenti vedi il progetto biografie. La lista contiene solo le 103 persone che sono citate nell'enciclopedia e per le quali è stato implementato correttamente il template Bio. Pagina aggiornata al 3 mar 2024. |

- 1º giugno - Rube Marquard, giocatore di baseball e allenatore di baseball statunitense (n. 1886)
- 1º giugno - Giulio Masseroni, pittore italiano (n. 1900)
- 1º giugno - Arthur C. Nielsen, ingegnere statunitense (n. 1897)
- 2 giugno - Mario Loetti, allenatore di calcio e calciatore italiano (n. 1909)
- 2 giugno - Vasja Pirc, scacchista jugoslavo (n. 1907)
- 3 giugno - Naum Achiezer, matematico sovietico (n. 1901)
- 3 giugno - Fred Beir, attore statunitense (n. 1927)
- 3 giugno - Antonio Chionna, carabiniere italiano (n. 1930)
- 3 giugno - Preston Holder, fotografo e archeologo statunitense (n. 1907)
- 3 giugno - Michelangelo Pira, giornalista, antropologo e scrittore italiano (n. 1928)
- 4 giugno - Francisco Broch Llop, scultore e linguista spagnolo (n. 1884)
- 4 giugno - Tommaso Corsini, politico italiano (n. 1903)
- 4 giugno - Arnold Gartmann, bobbista svizzero (n. 1904)
- 4 giugno - Leopold Kielholz, calciatore e allenatore di calcio svizzero (n. 1911)
- 4 giugno - Franco Li Causi, musicista e compositore italiano (n. 1917)
- 4 giugno - Josef Mirschitzka, calciatore austriaco (n. 1914)
- 4 giugno - Giuseppe Moreali, medico e scrittore italiano (n. 1895)
- 4 giugno - Orsino Orsini, giornalista e numismatico italiano (n. 1900)
- 5 giugno - Axel Åkerblom, compositore di scacchi svedese (n. 1904)
- 5 giugno - Giorgio Amendola, partigiano, scrittore e politico italiano (n. 1907)
- 5 giugno - Caro Caratti, pittore italiano (n. 1895)
- 5 giugno - William Seagrove, mezzofondista britannico (n. 1898)
- 6 giugno - Gualtiero De Angelis, attore e doppiatore italiano (n. 1899)
- 7 giugno - Richard Bonelli, baritono statunitense (n. 1889)
- 7 giugno - Philip Guston, pittore statunitense (n. 1913)
- 7 giugno - Salvator Gotta, scrittore italiano (n. 1887)
- 7 giugno - Henry Miller, scrittore, pittore e saggista statunitense (n. 1891)
- 7 giugno - Adalgisa Nery, poetessa, giornalista e politica brasiliana (n. 1905)
- 7 giugno - Marian Spychalski, architetto, generale e politico polacco (n. 1906)
- 8 giugno - Brilhante, calciatore brasiliano (n. 1904)
- 8 giugno - Ernst Busch, attore, regista e cantante tedesco (n. 1900)
- 8 giugno - Bruno Salvadori, giornalista e politico italiano (n. 1942)
- 8 giugno - Greta Schröder, attrice tedesca (n. 1892)
- 9 giugno - Miguel Capuccini, calciatore uruguaiano (n. 1904)
- 9 giugno - Renato Donati, militare e aviatore italiano (n. 1894)
- 9 giugno - Paul Kaiser, calciatore svizzero (n. 1892)
- 9 giugno - Franciszek Misztal, ingegnere polacco (n. 1901)
- 9 giugno - Cvjetko Popović, rivoluzionario serbo (n. 1896)
- 9 giugno - Keith Whitehead, pallanuotista australiano (n. 1931)
- 10 giugno - Antonio Cece, vescovo cattolico italiano (n. 1914)
- 10 giugno - Antonio Cetti, calciatore italiano (n. 1900)
- 10 giugno - Floyd Ebaugh, cestista statunitense (n. 1914)
- 11 giugno - Wolfgang Ehrl, lottatore tedesco (n. 1912)
- 11 giugno - Frank Murphy, astista statunitense (n. 1889)
- 11 giugno - Ángel Sanz Briz, diplomatico spagnolo (n. 1910)
- 11 giugno - Michal Schmuck, pallanuotista cecoslovacco (n. 1909)
- 11 giugno - Giuseppe Valarioti, politico e attivista italiano (n. 1950)
- 12 giugno - James A. FitzPatrick, regista, sceneggiatore e produttore cinematografico statunitense (n. 1894)
- 12 giugno - Egon Pearson, statistico britannico (n. 1895)
- 12 giugno - Masayoshi Ōhira, politico giapponese (n. 1910)
- 13 giugno - Ernesto Dalla Libera, presbitero italiano (n. 1884)
- 13 giugno - Luigi Monti, aviatore italiano (n. 1911)
- 13 giugno - Walter Rodney, storico e politico guyanese (n. 1942)
- 13 giugno - Erna Stahl, pedagoga e antifascista tedesca (n. 1900)
- 13 giugno - Carlos Torres Pastorino, presbitero, scrittore e conduttore radiofonico brasiliano (n. 1910)
- 14 giugno - Ezio Battistella, politico italiano (n. 1914)
- 14 giugno - Cosma Spessotto, presbitero e francescano italiano (n. 1923)
- 14 giugno - Antonio Zidarich, calciatore italiano (n. 1921)
- 15 giugno - Umberto Lilloni, pittore italiano (n. 1898)
- 15 giugno - Sergio Pignedoli, cardinale e arcivescovo cattolico italiano (n. 1910)
- 16 giugno - Benoît Faure, ciclista su strada e pistard francese (n. 1899)
- 17 giugno - Robert Jacquinot, ciclista su strada francese (n. 1893)
- 17 giugno - Furio Jesi, storico, critico letterario e saggista italiano (n. 1941)
- 18 giugno - Doris Davenport, attrice statunitense (n. 1917)
- 18 giugno - Terence Fisher, regista britannico (n. 1904)
- 18 giugno - Kazimierz Kuratowski, matematico polacco (n. 1896)
- 18 giugno - André Leducq, ciclista su strada francese (n. 1904)
- 18 giugno - Carlos Servetti, calciatore uruguaiano (n. 1914)
- 19 giugno - Torcuato Fernández-Miranda Hevia, politico spagnolo (n. 1915)
- 19 giugno - Jijé, fumettista belga (n. 1914)
- 20 giugno - Vincenzo Guarniera, militare e partigiano italiano (n. 1906)
- 20 giugno - Allan Pettersson, compositore svedese (n. 1911)
- 21 giugno - Bert Kaempfert, direttore d'orchestra, compositore e polistrumentista tedesco (n. 1923)
- 21 giugno - Francesco Patanè, pittore e scultore italiano (n. 1902)
- 22 giugno - Adriano Foscari, ammiraglio e marinaio italiano (n. 1904)
- 22 giugno - Giovanni Losardo, politico italiano (n. 1926)
- 22 giugno - Dīmītrīs Partsalidīs, politico greco (n. 1905)
- 22 giugno - Luigi Ugolini, scrittore e giornalista italiano (n. 1891)
- 23 giugno - Mario Amato, magistrato italiano (n. 1937)
- 23 giugno - Mario Del Cittadino, calciatore italiano (n. 1907)
- 23 giugno - Sanjay Gandhi, politico indiano (n. 1946)
- 23 giugno - Kishan Lal, hockeista su prato indiano (n. 1917)
- 23 giugno - John Laurie, attore scozzese (n. 1897)
- 23 giugno - Johannes Smeekens, sollevatore olandese (n. 1920)
- 23 giugno - Clyfford Still, pittore statunitense (n. 1904)
- 23 giugno - Odile Versois, attrice francese (n. 1930)
- 24 giugno - Giuseppe Ambrosini, giornalista e arbitro di calcio italiano (n. 1886)
- 24 giugno - Connie Berry, giocatore di football americano e cestista statunitense (n. 1915)
- 24 giugno - Boris Kaufman, direttore della fotografia russo (n. 1897)
- 24 giugno - George Milburn, allenatore di calcio e calciatore inglese (n. 1910)
- 26 giugno - Ignazio Giacomo III,  iracheno (n. 1913)
- 27 giugno - Barney Bigard, clarinettista, sassofonista e compositore statunitense (n. 1906)
- 27 giugno - Walter Dornberger, militare tedesco (n. 1895)
- 28 giugno - Francesco Arnaldi, latinista e lessicografo italiano (n. 1897)
- 28 giugno - Helen Gahagan Douglas, attrice e politica statunitense (n. 1900)
- 28 giugno - José Iturbi, pianista, clavicembalista e direttore d'orchestra spagnolo (n. 1895)
- 28 giugno - Keijo Liinamaa, politico e avvocato finlandese (n. 1929)
- 28 giugno - Warren Simpson, giocatore di snooker australiano
- 29 giugno - Jorge Basadre, storico peruviano (n. 1903)
- 30 giugno - Giovanni Amati, produttore cinematografico e imprenditore italiano (n. 1905)
- 30 giugno - Virginia Brown Faire, attrice statunitense (n. 1904)
- 30 giugno - Thomas Browne Henry, attore statunitense (n. 1907)
- 30 giugno - Walter Max Zimmermann, biologo e botanico tedesco (n. 1892)